# چونگوش
چونگوش (به ترکی استانبولی: Çüngüş) یک منطقهٔ مسکونی در ترکیه است که در استان دیاربکر واقع شده‌است. چونگوش ۱٬۰۴۹ متر بالاتر از سطح دریا واقع شده‌است.